# Charles Vanhoutte
Charles Vanhoutte (ur. 16 września 1998 w Kortrijk) – belgijski piłkarz grający na pozycji pomocnika w klubie Royale Union Saint-Gilloise.

## Kariera juniorska
Vanhoutte grał jako junior w KSC Wielsbeke (2006–2007; 2009–2012), SV Zulte Waregem (2007–2009) i Cercle Brugge (2012–2017).

## Kariera seniorska

### Cercle Brugge
Vanhoutte podpisał swój pierwszy profesjonalny kontrakt z Cercle Brugge latem 2018. Zadebiutował u nich 14 maja 2019 w meczu playoff-ów o Ligę Europy z Royal Excel Mouscron (0:3), kiedy to w 56 minucie wszedł na boisko za Japończyka Naomichiego Uedę. 3 dni później w starciu z KV Kortrijk (0:4) zaliczył swój drugi występ dla tej drużyny. We wspomnianych playoff-ach jego zespół zajął ostatnie miejsce w swojej grupie. 21 września 2020 w meczu z Sint-Truidense VV (3:0) zanotował asystę. Swoją pierwszą bramkę zdobył 17 września 2021 w przegranym 1:2 spotkaniu przeciwko KAS Eupen. W tamtym meczu pełnił również funkcję kapitana swojej drużyny. Drugi raz do siatki trafił 15 stycznia 2023 w starcu z Royal Charleroi (1:2). W tamtym meczu także był kapitanem swojego zespołu. Łącznie Vanhoutte rozegrał dla Cercle Brugge 98 meczów i strzelił dwa gole, zanotował też 3 asysty.

### AFC Tubize
Vanhoutte został wypożyczony do AFC Tubize 1 września 2019. Debiut dla nich zaliczył 14 września 2019 w wygranym 2:1 spotkaniu przeciwko UR La Louvière Centre. Wówczas w 85 minucie zmienił na boisku Robbe’a Decostere’a. Jego zespół po tamtym sezonie został zdegradowany ligę niżej z powodu niewypełnienia kryteriów licencyjnych, a sam Vanhoutte wrócił do swojego macierzystego klubu (Cercle Brugge) po zakończeniu okresu wypożyczenia. Ostatecznie w ich barwach wystąpił 16 razy, nie zdobył żadnej bramki.

### Royale Union Saint-Gilloise
Vanhoutte przeszedł do Royale Union Saint-Gilloise 22 czerwca 2023. Zadebiutował u nich 28 lipca 2023 w meczu z RSC Anderlecht (2:0). W europejskich pucharach zadebiutował 24 sierpnia 2023 w meczu kwalifikacji do Ligi Europy z FC Lugano (2:0). 3 września 2023 w starciu z Royal Antwerp FC (2:2) zanotował swoją pierwszą asystę w barwach nowego klubu. Swoją pierwszą bramkę zdobył 26 maja 2024 w wygranym 2:0 spotkaniu przeciwko KRC Genk. W sezonie 2023/2024 zdobył z nimi wicemistrzostwo Belgii. W tym samym sezonie wygrał wraz z nimi Puchar Belgii. Zwyciężyli też w Superpucharze Belgii 2024. 26 stycznia 2025 zanotował dwie asysty w meczu z K Beerschot VA (4:0). Ten sam wyczyn powtórzył 25 maja 2025 w starciu z KAA Gent (3:1). Swoją drugą bramkę dla Royale Union Saint-Gilloise zdobył w wygranym 2:1 spotkaniu przeciwko KV Kortrijk. W sezonie 2024/2025 zdobył z nimi mistrzostwo Belgii.

## Statystyki

### Klubowe
(aktualne na dzień 19 lipca 2025)
| Klub                 | Sezon              | Liga               | Liga  | Liga   | Puchar kraju | Puchar kraju | Europa | Europa | Inne  | Inne   | Suma  | Suma   |
| Klub                 | Sezon              | Liga               | Mecze | Bramki | Mecze        | Bramki       | Mecze  | Bramki | Mecze | Bramki | Mecze | Bramki |
| -------------------- | ------------------ | ------------------ | ----- | ------ | ------------ | ------------ | ------ | ------ | ----- | ------ | ----- | ------ |
| Cercle Brugge        | 2018/19            | Eerste klasse      | 2     | 0      | 0            | 0            | –      | –      | –     | –      | 2     | 0      |
| Cercle Brugge        | 2019/20            | Eerste klasse      | 0     | 0      | 0            | 0            | –      | –      | –     | –      | 0     | 0      |
| Cercle Brugge        | 2020/21            | Eerste klasse      | 28    | 0      | 2            | 0            | –      | –      | –     | –      | 30    | 0      |
| Cercle Brugge        | 2021/22            | Eerste klasse      | 31    | 1      | 2            | 0            | –      | –      | –     | –      | 33    | 1      |
| Cercle Brugge        | 2022/23            | Eerste klasse      | 32    | 1      | 1            | 0            | –      | –      | –     | –      | 33    | 1      |
| Cercle Brugge        | Ogólnie            | Ogólnie            | 93    | 2      | 5            | 0            | 0      | 0      | 0     | 0      | 98    | 2      |
| AFC Tubize           | 2019/20            | Nationaal 1        | 16    | 0      | 0            | 0            | –      | –      | –     | –      | 16    | 0      |
| AFC Tubize           | Ogólnie            | Ogólnie            | 16    | 0      | 0            | 0            | 0      | 0      | 0     | 0      | 16    | 0      |
| Union Saint-Gilloise | 2023/24            | Eerste klasse      | 39    | 1      | 5            | 0            | 10     | 0      | –     | –      | 54    | 1      |
| Union Saint-Gilloise | 2024/25            | Eerste klasse      | 33    | 1      | 2            | 0            | 10     | 0      | 1     | 0      | 46    | 1      |
| Union Saint-Gilloise | 2025/26            | Eerste klasse      | 0     | 0      | 0            | 0            | 0      | 0      | 0     | 0      | 0     | 0      |
| Union Saint-Gilloise | Ogólnie            | Ogólnie            | 72    | 2      | 7            | 0            | 20     | 0      | 1     | 0      | 100   | 2      |
| Ogólnie w karierze   | Ogólnie w karierze | Ogólnie w karierze | 181   | 4      | 12           | 0            | 20     | 0      | 1     | 0      | 214   | 4      |

## Sukcesy

### Royale Union Saint-Gilloise
- Mistrzostwo Belgii (1×): 2024/2025
- Puchar Belgii (1×): 2023/2024
- Superpuchar Belgii (1×): 2024